# Hypalastoroides angulicollis
Hypalastoroides angulicollis är en stekelart som först beskrevs av Spinosa 1851.  Hypalastoroides angulicollis ingår i släktet Hypalastoroides och familjen Eumenidae. Inga underarter finns listade i Catalogue of Life.